# Sloterdijk (Amsterdam)

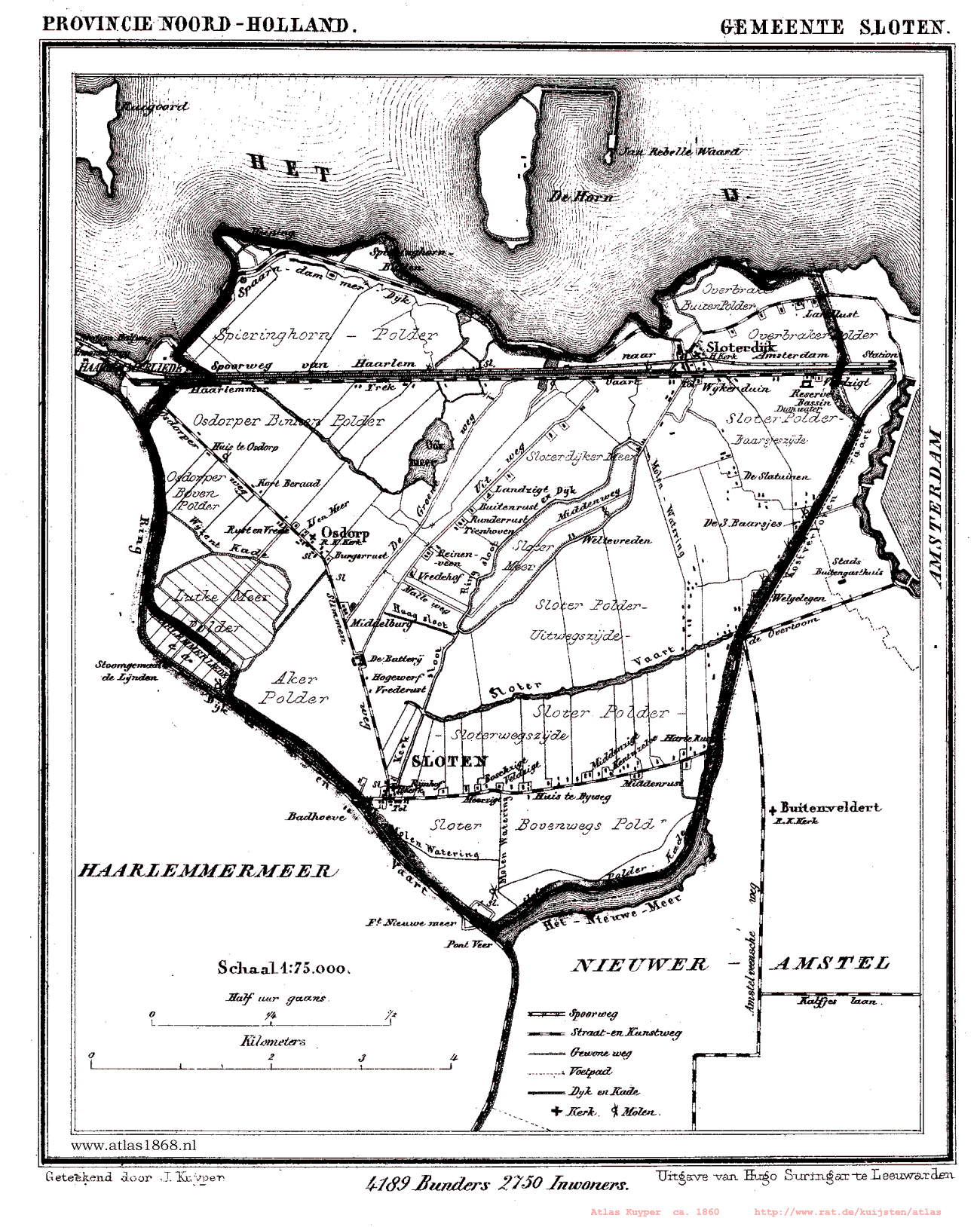
De Gemeente Sloten in 1868. Sloterdijk ligt rechtsboven op de kaart, iets ten zuiden van het IJ, en aan de Haarlemmertrekvaart

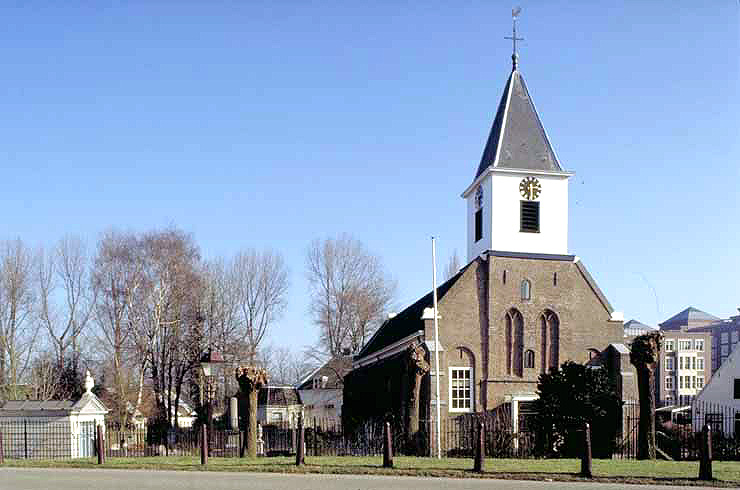
De Petruskerk in Sloterdijk.

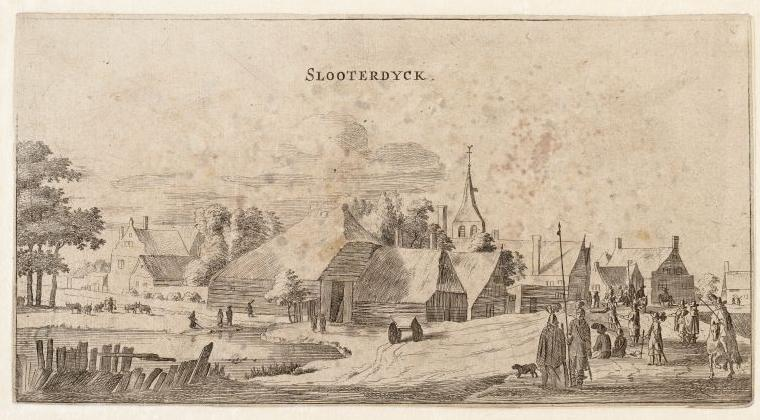
Sloterdijk op een tekening naar een ets van Roelant Roghman (1627-1692).

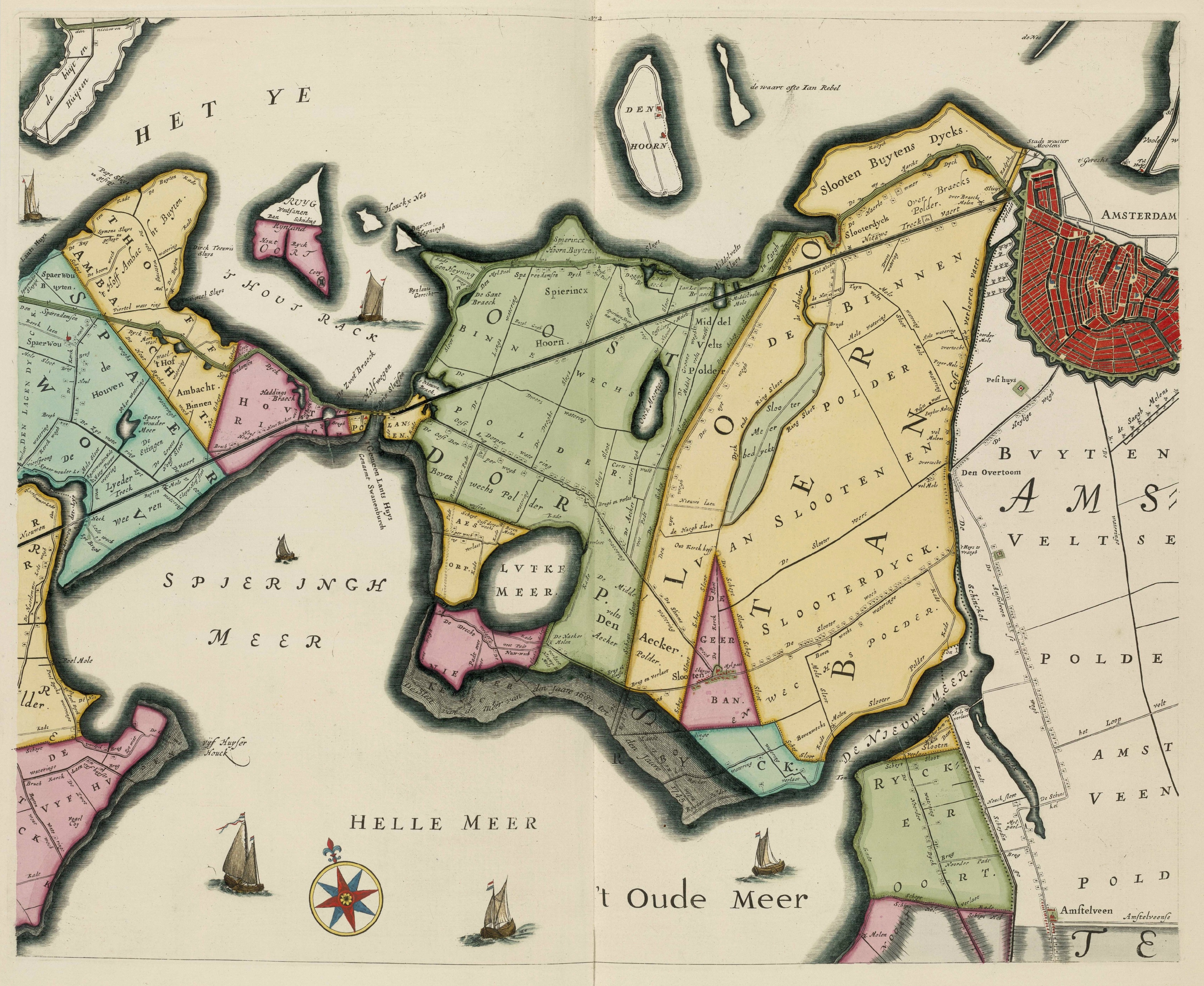
Sloten en omgeving op een kaart van een deel van het Hoogheemraadschap van Rijnland uit 1746. Sloterdijk ligt rechtsboven op de kaart, iets ten zuiden van het IJ, en aan de Haarlemmertrekvaart.

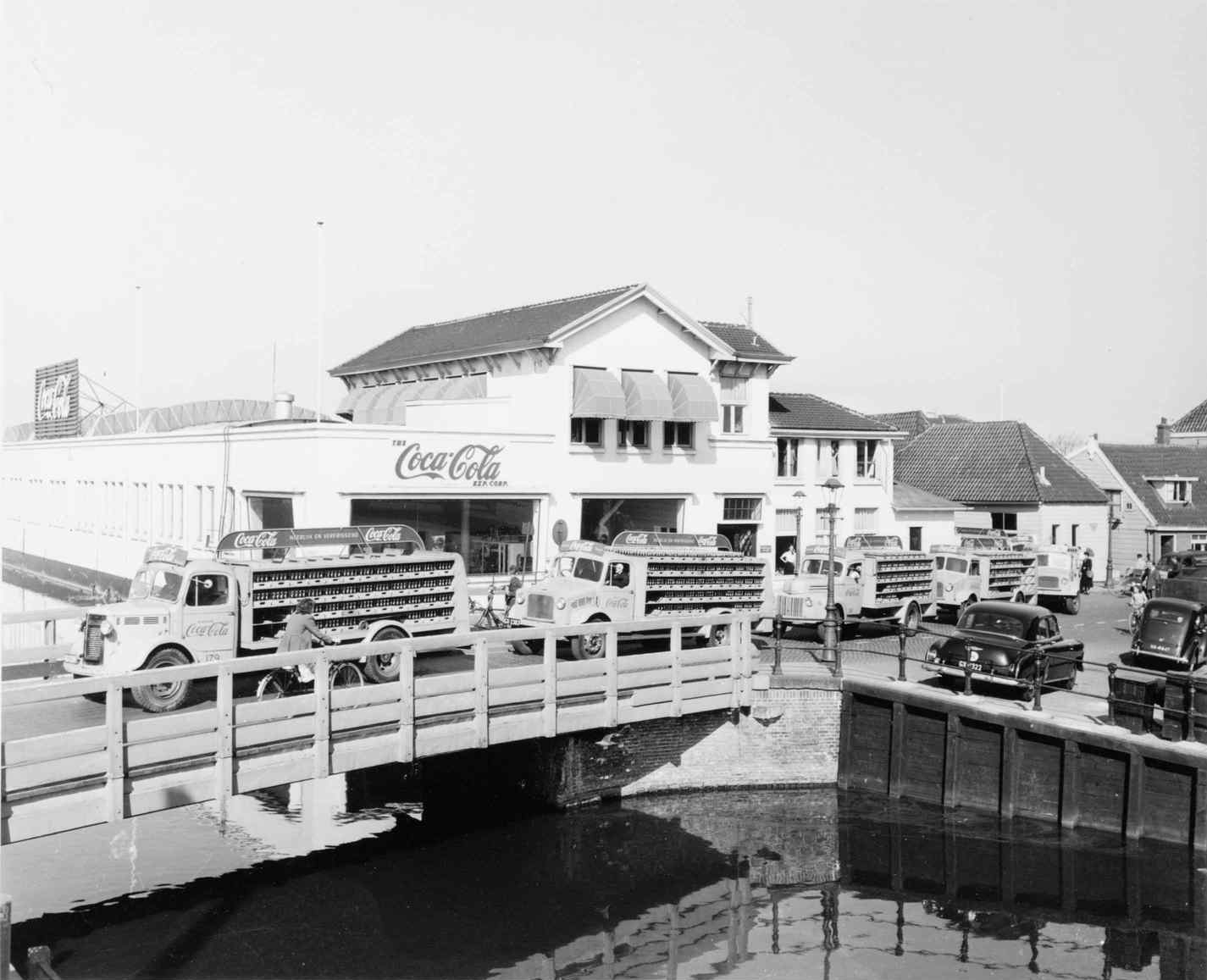
De Coca-Cola fabriek bij de entree van het dorp; 1952.

Sloterdijk is een wijk van de Nederlandse hoofdstad Amsterdam. De wijk bestaat uit de dorpsbebouwing waar de wijk zijn naam aan ontleent, het bedrijventerrein Sloterdijk I en het Woon- en Groengebied Sloterdijk. De wijk wordt begrensd door: aan de noordkant de spoor- en metrolijn evenwijdig aan de Accumulatorweg en Generatorstraat, aan de westkant de Rijksweg 10, aan de zuidkant de Haarlemmervaart en aan de oostkant het Westerpark.
Tot 1921 hoorde het dorp Sloterdijk bij de gemeente Sloten. Die gemeente omvatte de dorpen Sloten, Sloterdijk, Osdorp en enkele buurtschappen. Het raadhuis van de vroegere gemeente stond te Sloterdijk. Per 1 januari 1921 werd de gemeente Sloten door de gemeente Amsterdam geannexeerd.

## Geschiedenis
Ter bescherming van het landelijke gebied van Sloten tegen het nog niet drooggemaakte IJ werd in de 13e eeuw de Spaarndammerdijk langs de zuidelijke oever van de zeearm aangelegd. Dit was tevens de noordelijke begrenzing van het Hoogheemraadschap van Rijnland. In het westen ter hoogte van het Spaarne kwam de Spaarndam en in het oosten ter hoogte van de Amstel de (Amster)dam. Hiertussen in lag het riviertje de Slooter, de Sloot of de Slochter en daar verscheen in overeenstemming met de eerder genoemde dammen, de Slooterdam. 
Hier ontwikkelde zich enige handel waarbij er een nederzetting met een kleine haven ontstond. De plaats werd in 1395/96 vermeld als Sloterdam. In 1450 werd de plaats vermeld als Sloterdijck, waarbij het element 'dam', als afsluiting van de Slooter naar het IJ, werd vervangen door 'dijk'. In 1465 kreeg het dorp van Filips de Goede en privilege om een eigen waag te bouwen voor de boerenbevolking. De plaats groeide daarna verder door.
De oudste vermelding van een kerk in Sloterdijk dateert van 24 maart 1479 toen de opbrengsten van de rijke visvangst uit het Slootermeer voortaan ten goede kwamen aan de Sint-Petruskerk van Sloterdijk. Deze kerk dateerde waarschijnlijk van omstreeks 1450. Na een mislukte aanval op Amsterdam door geuzenaanvoerder Lumey werd de kerk in 1572 verwoest door de Geuzen. Na provisorisch herstel worden er vanaf de alteratie van 1578 voortaan Protestantse diensten gehouden en de kerk werd omgedoopt in Petruskerk. De eerste predikant voor Sloten en Sloterdijk trad aan in 1580.
In 1663 werd de Petruskerk op het initiatief van de kerkmeester Jan Claesz van Dijk, krachtig gesteund door de ambachtsheer van Sloterdijk, Cornelis de Graeff, herbouwd. De kerk werd op 19 juli 1664 in gebruik genomen. De 15e-eeuwse kerktoren werd in het gebouw opgenomen. De kerk is tegenwoordig nog steeds in deze vorm te bewonderen. Na de droogmaking van de Sloterdijkermeerpolder in 1644 vielen de polderopbrengsten toe aan de kerk.

### Verbinding met Haarlem
De aanleg van de Haarlemmertrekvaart in 1632 bracht het dorp nieuwe welvaart. Langs het jaagpad werd een tol geplaatst. Vele welgestelden bouwden hofsteden langs de nieuwe weg van Amsterdam naar Haarlem. In de 19e eeuw ontstond ook enige industrie nabij Sloterdijk. De eerste trein van Nederland vertrok op 20 september 1839 uit Sloterdijk (niet uit Amsterdam) naar Haarlem. Het tijdelijke station d'Eenhonderd Roe lag namelijk net buiten de stadsgrens en was dus eigenlijk het eerste station bij Sloterdijk. De nieuwe spoorlijn liep evenwijdig aan de trekvaart en leidde het einde van de trekschuit in. De laatste voer in 1883. De spoorlijn zou echter anderhalve eeuw lang het dorp blijven doorsnijden. Van 1890 tot 1905 stopten er wel treinen in het dorp.

### Tramverbindingen
Vanaf 1882 kon men per stoomtram, later paardentram, langs de Haarlemmerweg naar Amsterdam reizen. Dit was de laatste paardentramlijn van Amsterdam, die in 1916 werd geëlektrificeerd. Tot 1922 reed eerst lijn 12 en daarna tot 1951 lijn 18 deze route. Zie ook: Tramlijn Amsterdam - Sloterdijk.
In 1904 verscheen de elektrische tram van Amsterdam naar Haarlem en Zandvoort, die in 1957 werd opgeheven. De halte Sloterdijk was tevens eindpunt van de lokaaldienst. Via de route van de vroegere Haarlemse tram over de Admiraal de Ruijterweg verscheen in 1982 de Amsterdamse stadstram in Sloterdijk. Sindsdien onderhield tramlijn 12 de verbinding met de stad. Deze tramlijn passeert het dorp via de Molenwerf. Tussen 1982 en 1989 reed hier ook tramlijn 14. Op 22 juli 2018 verdween lijn 12 hier en werd vervangen door tramlijn 19.

### Bedreigingen voor het dorp
Na de annexatie in 1921 behield het dorp tot 1956 grotendeels zijn landelijk karakter. Het voormalige raadhuis werd een hulpsecretariaat van de gemeente Amsterdam. De dorpsstraat met overweg werd in 1938 onderdeel van de Velserweg, de verbinding van Amsterdam via de IJpolders naar Velsen. In de jaren zestig werd deze verbinding naar het westen verplaatst.
De bouw van de nieuwe spoorweghalte Sloterdijk in 1956 en de aanleg van de Coentunnelweg en de bedrijventerreinen in het Westelijk Havengebied in de jaren zestig leidden bijna tot de ondergang van het gehele dorp. Uiteindelijk bleef de historische Petruskerk met het kerkhof en enkele huizen eromheen gespaard. De in verval geraakte kerk werd in 1968 gesloten en in 1978 verkocht aan de 'Stichting tot Behoud van de Petruskerk en omgeving Oud Sloterdijk'. In 1979 werd de kerk op de monumentenlijst geplaatst, waarna tussen 1980 en 1992 restauratie kon plaatsvinden. Zie ook: Lijst van rijksmonumenten in Sloterdijk.
Ten oosten van het dorp Sloterdijk bevinden zich de volkstuinvereniging 'Sloterdijkermeer' en Tuinpark 'Nut en Genoegen', gelegen in de Overbraker Binnenpolder. Op het tracé van de oude spoorbaan werd na 1985 een fietspad aangelegd, het Brettenpad. Op de Molenwerf, de plaats van het stationsplein bij het vroegere station Sloterdijk, is een plantsoen aangelegd, waarin sinds 2005 het beeld 'De verdwenen boer' van Karel Gomes staat als herinnering aan de boerenbevolking die in de 20e eeuw moest wijken voor de stadsuitbreidingen.
Bij de indeling van Amsterdam in stadsdelen werd het dorp Sloterdijk in 1990 onderdeel van het stadsdeel Bos en Lommer (sinds 2014 stadsdeel West). Sindsdien is de gerestaureerde Petruskerk ook in gebruik als trouwlocatie. Te midden van de snelwegen, spoorlijnen en bedrijventerrein is deze historische locatie nog een kleine dorpse plek.

### Bedrijvengebied Sloterdijk
In Sloterdijk was al enige industrie, waaronder de LinMij en vanaf 1930 de Coca-Colafabriek, maar sinds de jaren zestig verschenen er de uitgebreide bedrijventerreinen Sloterdijk I, II, III en IV ten noorden, oosten en westen van het dorp. Deze behoorden van 1990 tot 2015 tot het Bedrijvengebied Westpoort, sindsdien tot de stadsdelen West en Nieuw-West.

### Het nieuwe station Sloterdijk
Het station Sloterdijk Zuid uit 1956 werd in 1985, na verlegging van de spoorlijn naar Haarlem, naar het noordwesten verplaatst en samengevoegd met het Station Sloterdijk Noord tot Station Amsterdam Sloterdijk langs de in 1983 geopende spoorlijn via de Hemtunnel naar Zaandam. Ook de tram ging in 1985 doorrijden naar het nieuwe station. In 1986 kreeg Sloterdijk een station in twee niveaus toen ook de nieuw-gebouwde Schipholspoorlijn werd geopend. In 1997 kwam ook metrolijn 50 (de Ringlijn) naar Sloterdijk en kreeg zijn eindpunt bij de Isolatorweg. In 2007 werd na gereedkomen van de Hemboog een nieuw perron met overkapping in gebruik genomen, dat gescheiden ligt van het bestaande station en een eigen ingang heeft aan het Orlyplein.

### Stadsdeel Amsterdam-West
Bij de indeling van Amsterdam in stadsdelen werd het dorp Sloterdijk in 1990 onderdeel van het nieuwe stadsdeel Bos en Lommer. Na de herindeling van de Amsterdamse stadsdelen valt het sinds 1 mei 2010 onder het stadsdeel West. De bedrijventerreinen vielen echter onder Westpoort (1990-2015). Sindsdien behoort bedrijventerrein Sloterdijk I tot de wijk Sloterdijk. De straatnamen zijn daar vernoemd naar elektronica, zoals de Condensatorweg, Contactweg, Elementenstraat, Generatorstraat, Isolatorweg, Kabelweg, Magneetstraat, Schakelstraat, Transformatorweg en Turbinestraat. Bij het dorp Sloterdijk zijn er nog de aan de geschiedenis gerelateerde straatnamen Brettenpad, Molenwerf, Sloterdijkerweg, Spaarndammerdijk en Velserweg. Sinds enkele jaren zijn er ook een aantal grote hotels in Sloterdijk verschenen, onder meer in voormalige kantoorpanden. Een deel van de kantoorpanden langs de Haarlemmervaart wordt ook vervangen door of verbouwd tot woningen.